# Martyre de saint Sébastien (Léonard de Vinci)
Pour les articles homonymes, voir Le Martyre de saint Sébastien.
Le Martyre de saint Sébastien est un dessin du peintre florentin Léonard de Vinci découvert à Paris en mars 2016, classé « trésor national » et présenté à la presse le 10 janvier 2017. 
Le ministère de la Culture définit ce dessin comme un  « jalon supplémentaire dans la connaissance de l’évolution de la composition parmi la série des saint Sébastien et des expériences scientifiques de Léonard de Vinci. [Cette] œuvre à double face [est] emblématique de deux des domaines d’excellence de ce génie universel ».
Cette découverte, qualifiée d'« exceptionnelle » par l'ensemble des médias, a été faite par hasard par le cabinet De Bayser, expert mandaté par l'étude Tajan, maison de vente aux enchères exerçant à l'hôtel Drouot.
L’œuvre a été finalement vendue à l'étranger en octobre 2023. 

## Découverte
Au mois de mars 2016, Thaddée Prate, directeur du département des tableaux anciens chez Tajan, à Paris, reçoit la visite d'un médecin français à la retraite qui souhaite organiser sa succession. Ce médecin apporte un ensemble de 14 dessins non signés qui lui viennent de la collection de son père. Ces dessins portent des titres et des attributions non authentifiés. L'un d'entre eux attire l'attention de Thaddée Prate : une étude à la plume figurant saint Sébastien sur le point de subir le supplice des flèches, attaché à un tronc d'arbre sur fond de paysage montagneux. L'étiquette indique « Michel-Ange », ce qui ne paraît guère convaincant à première vue. Toutefois, Thaddée Prate est frappé par la puissance de cette œuvre.
Il s'adresse à Patrick de Bayser, expert qui travaille avec la maison Tajan depuis une quinzaine d'années. Celui-ci remarque que le dessin a été exécuté par un gaucher : « Les hachures de l’ombre vont de droite à gauche et la direction générale du dessin du bas droit au haut gauche. » En retournant la feuille pour examiner le verso, il constate la présence de deux croquis sur les ombres portées, assortis de deux annotations sous forme de distiques en écriture spéculaire. Or non seulement Léonard de Vinci était gaucher et écrivait volontiers « en miroir », mais encore ce type de schémas est caractéristique de ses recherches sur les lois de la perspective. 
Tous deux décident alors de faire appel à Carmen C. Bambach, spécialiste de Vinci et conservatrice du département des dessins et estampes au Metropolitan Museum of Art de New York, qui confirme que Léonard de Vinci est bien l'auteur du dessin, sans le moindre doute. Selon Carmen C. Bambach, l'œuvre date probablement de 1478-1483, à la fin de la première période florentine de l'artiste.

## Description
Le support est une feuille de 19,3 × 13 cm sur laquelle est réalisé, au recto, le dessin à la plume et encre brune. Saint Sébastien se tient debout, attaché à l'arbre, la tête rejetée en arrière. Son bras gauche adopte une double position (ramené derrière le dos et dressé vers le haut), tout comme sa jambe droite (repliée et tendue). Le bras droit est ramené dans le dos et la jambe gauche s'appuie sur le sol.
Le verso comporte « deux schémas scientifiques, l’un sur les ombres portées d’une bougie et l’autre sur l’effet des rayons lumineux et ombreux derrière un obstacle. Deux annotations fragmentaires, autographes et spéculaires, en distiques caractéristiques de Léonard de Vinci, complètent ces schémas ». 
Le style de ces croquis évoque les études préparatoires à L'Adoration des mages, de la même période, pendant que saint Sébastien rappelle une autre étude, « en rapport avec la figure perchée en haut de l’escalier sur les ruines de l’édifice derrière l’adoration, sur une feuille d’études conservée à l’École des beaux-arts de Paris ».

## Préemption par l'État puis vente à l'étranger
Estimé à 15 millions d'euros, le dessin de Léonard de Vinci devait initialement être mis en vente à la fin du mois de juin 2017, les musées français ayant la possibilité d'exercer leur droit de préemption. L'œuvre, qui s'est vu refuser son certificat d'exportation, ne pouvait pas quitter le territoire français. L'État français avait trente mois pour faire une offre, avant le 25 juillet 2019. Les propriétaires ont décidé de remettre en vente le dessin à l'automne 2019. Après une bataille judiciaire, le tribunal administratif a imposé au ministère de la Culture d'autoriser sa vente et donc son départ pour l'étranger,.

## Autres représentations de saint Sébastien
Dans le Codex Atlanticus, Vinci dit avoir réalisé huit dessins de saint Sébastien. Jusqu'à présent, seuls deux d'entre eux avaient été identifiés. L'un est une étude au crayon noir (14,8 x 5,4 cm) qui se trouve au musée Bonnat, à Bayonne, et l'autre une étude à la plume et encre brune sur pointe de métal (17,4 × 6,3 cm) conservée à la Kunsthalle de Hambourg.
Pour Carmen Bambach, le Saint Sébastien découvert à Paris est le mieux abouti et le plus beau des trois, avec son encrage plus nuancé, ses variantes dans la position du corps et son paysage à l'arrière-plan.

## Commentaires
Le critique d'art britannique Jonathan Jones s'est d'emblée posé la question de l'authenticité, pour répondre aussitôt par l'affirmative en reconnaissant non seulement la « manière » de Léonard de Vinci mais quelque chose d'indéfinissable qui a valeur d'évidence. Il conclut : « This is a Leonardo – because it looks like one. [...] Today’s arsenal of supposedly scientific tests can create a completely false idea that art can be objectively analysed. In reality, our eyes and responses are the measure of great art [...]. This drawing has that special magic that all true drawings by Leonardo possess. »